# ميسيا (مغنية)
ميسيا (باليابانية: MISIA) و (باليابانية: ミーシャ) هي مغنية وكاتبة أغاني ومنتجة تسجيلات يابانية ولدت في يوم 7 يوليو 1978 في مدينة أومورا في اليابان، إنتقلت في عمر ال14 إلى مدينة فوكوكا، فوكوكا وبدأت مسيرتها هناك، وتلقت تعليمها في جامعة سينان غاكوين وثم تعاقدت مع مجموعة بيرتلسمان اليابانية لإنتاج الأغاني في 1997.

## روابط خارجية
- ميسيا على موقع IMDb (الإنجليزية)
- ميسيا على موقع ميوزك برينز (الإنجليزية)
- ميسيا على موقع أول ميوزيك (الإنجليزية)
- ميسيا على موقع ديسكوغز (الإنجليزية)
- ميسيا على موقع ANN person (الإنجليزية)